# National Hockey Association 1911–12

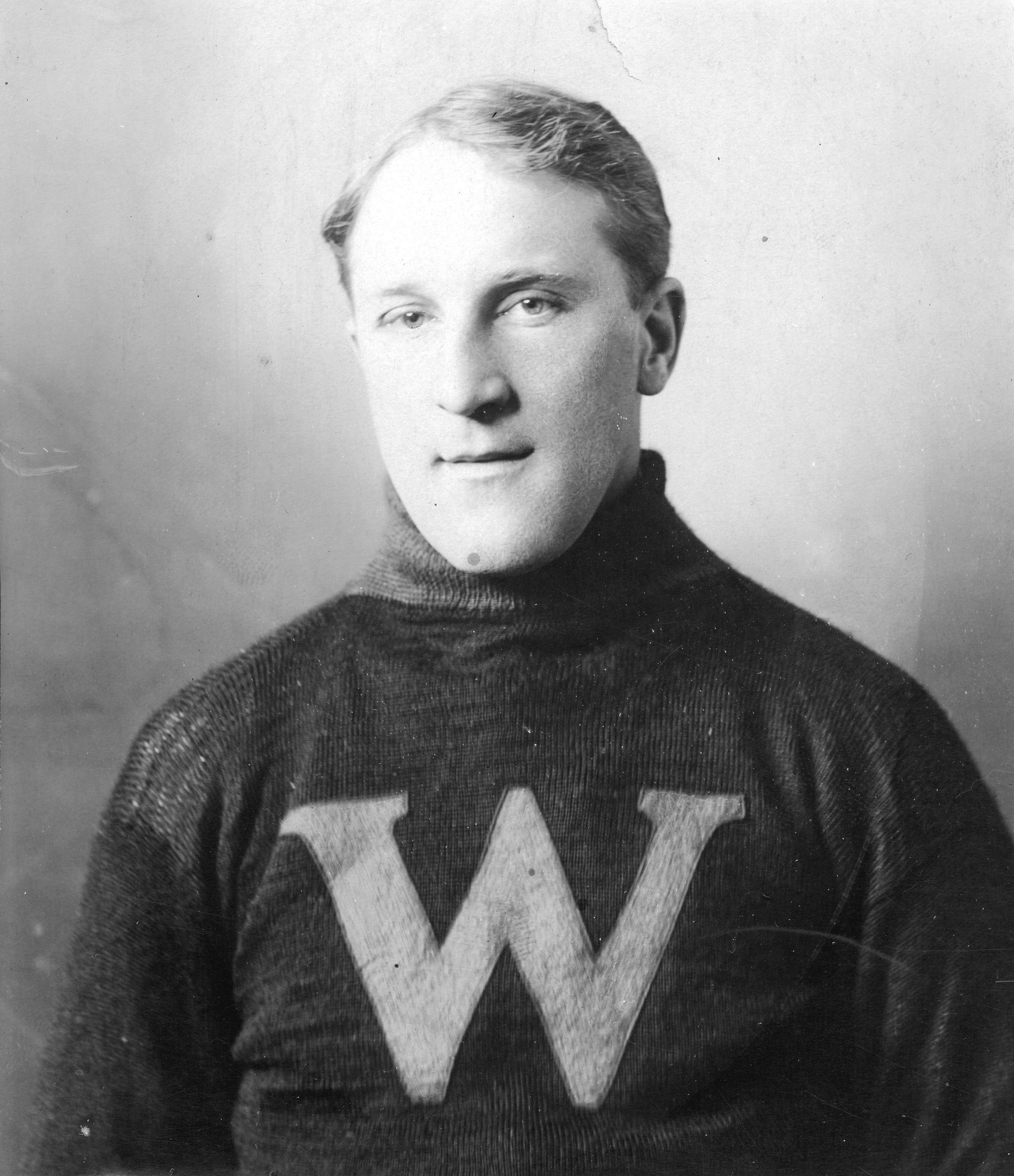
Montreal Wanderers back Ernie "Moose" Johnson var en av flera profilstarka spelare som lämnade NHA inför säsongen 1911–12 då han skrev på för New Westminster Royals i den nya konkurrerande ligan PCHA.

National Hockey Association 1911–12 var den tredje säsongen av den professionella ishockeyligan National Hockey Association och spelades mellan 30 december 1911 och 6 mars 1912.

## Grundserie
Inför säsongen 1911–12 drog sig Renfrew Creamery Kings ur NHA vilket gjorde att ligan spelade med fyra lag mot motsvarande fem lag från den föregående säsongen. Montreal Wanderers, Montreal Canadiens, Ottawa Senators och Quebec Bulldogs spelade 18 matcher var. Creamery Kings center Skene Ronan hamnade i Ottawa där han gjorde 35 mål på 18 matcher vilket var flest av alla spelare i ligan. Ligan frångick att spela med sju spelare per lag då positionen rover togs bort och lagen spelade istället med sex spelare var: en målvakt, två försvarsspelare och tre anfallsspelare.
Inför säsongen tappade NHA flera signifikativa spelare till den nya västkustligan Pacific Coast Hockey Association, bland dem Newsy Lalonde, Harry Hyland, Ernie "Moose" Johnson, Jimmy Gardner och Don Smith.
Quebec Bulldogs vann NHA:s grundserie med 20 inspelade poäng, två fler än Montreal Wanderers och Ottawa Senators. Som mästare i NHA spelade Quebec Bulldogs därefter om Stanley Cup mot utmanarlaget Moncton Victorias. Bulldogs segrade över två matcher med siffrorna 9-3 och 8-0. Jack McDonald gjorde nio av Bulldogs 17 mål mot Moncton Victorias.

### Tabell
M = Matcher, V = Vinster, F = Förluster, O = Oavgjorda, GM = Gjorda mål, IM = Insläppta mål, P = Poäng
|                    | M  | V  | F  | O | GM | IM | P  |
| ------------------ | -- | -- | -- | - | -- | -- | -- |
| Quebec Bulldogs    | 18 | 10 | 8  | 0 | 81 | 79 | 20 |
| Montreal Wanderers | 18 | 9  | 9  | 0 | 95 | 96 | 18 |
| Ottawa Senators    | 18 | 9  | 9  | 0 | 99 | 93 | 18 |
| Montreal Canadiens | 18 | 8  | 10 | 0 | 59 | 66 | 16 |

### Målvaktsstatistik
M = Matcher, V = Vinster, F = Förluster, O = Oavgjorda, SM = Spelade minuter, IM = Insläppta mål, N = Hållna nollor, GIM = Genomsnitt insläppta mål per match
|                  | Lag       | M  | V  | F  | O | SM   | IM | N | GIM   |
| ---------------- | --------- | -- | -- | -- | - | ---- | -- | - | ----- |
| Georges Vézina   | Canadiens | 18 | 8  | 10 | 0 | 1109 | 66 | 0 | 3.57  |
| Paddy Moran      | Quebec    | 18 | 10 | 8  | 0 | 1099 | 78 | 0 | 4.26  |
| George Broughton | Wanderers | 7  | 3  | 4  | 0 | 397  | 35 | 1 | 6.29  |
| Percy LeSueur    | Ottawa    | 18 | 9  | 9  | 0 | 1116 | 91 | 0 | 4.89  |
| Art Boyce        | Wanderers | 13 | 6  | 5  | 0 | 683  | 61 | 0 | 5.36  |
| Joseph Savard    | Quebec    | 1  | 0  | 0  | 0 | 10   | 1  | 0 | 6.00  |
| Hamby Shore      | Ottawa    | 1  | 0  | 0  | 0 | 5    | 2  | 0 | 24.00 |

Statistik från hockey-reference.com och justsportsstats.com

### Poängligan
|                | Lag       | Matcher | Mål |
| -------------- | --------- | ------- | --- |
| Skene Ronan    | Ottawa    | 18      | 35  |
| Didier Pitre   | Canadiens | 18      | 27  |
| Ernie Russell  | Wanderers | 18      | 27  |
| Albert Kerr    | Ottawa    | 18      | 24  |
| Odie Cleghorn  | Renfrew   | 17      | 23  |
| Joe Malone     | Quebec    | 18      | 21  |
| Eddie Oatman   | Quebec    | 18      | 20  |
| Jack McDonald  | Quebec    | 17      | 18  |
| Gordon Roberts | Wanderers | 18      | 16  |
| Art Ross       | Wanderers | 18      | 16  |

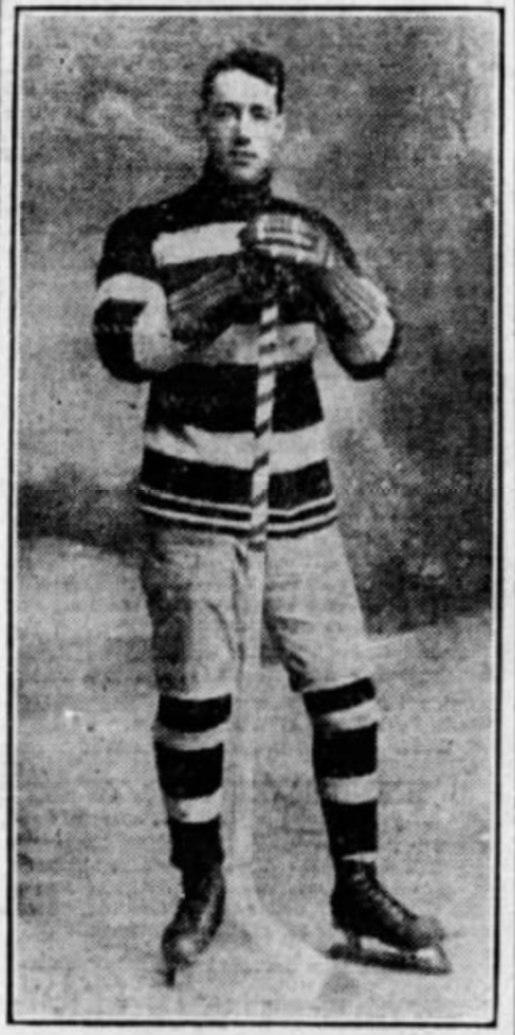
Skene Ronan.

Statistik från hockey-reference.com och justsportsstats.com

### Eastern All Stars – Western All Stars

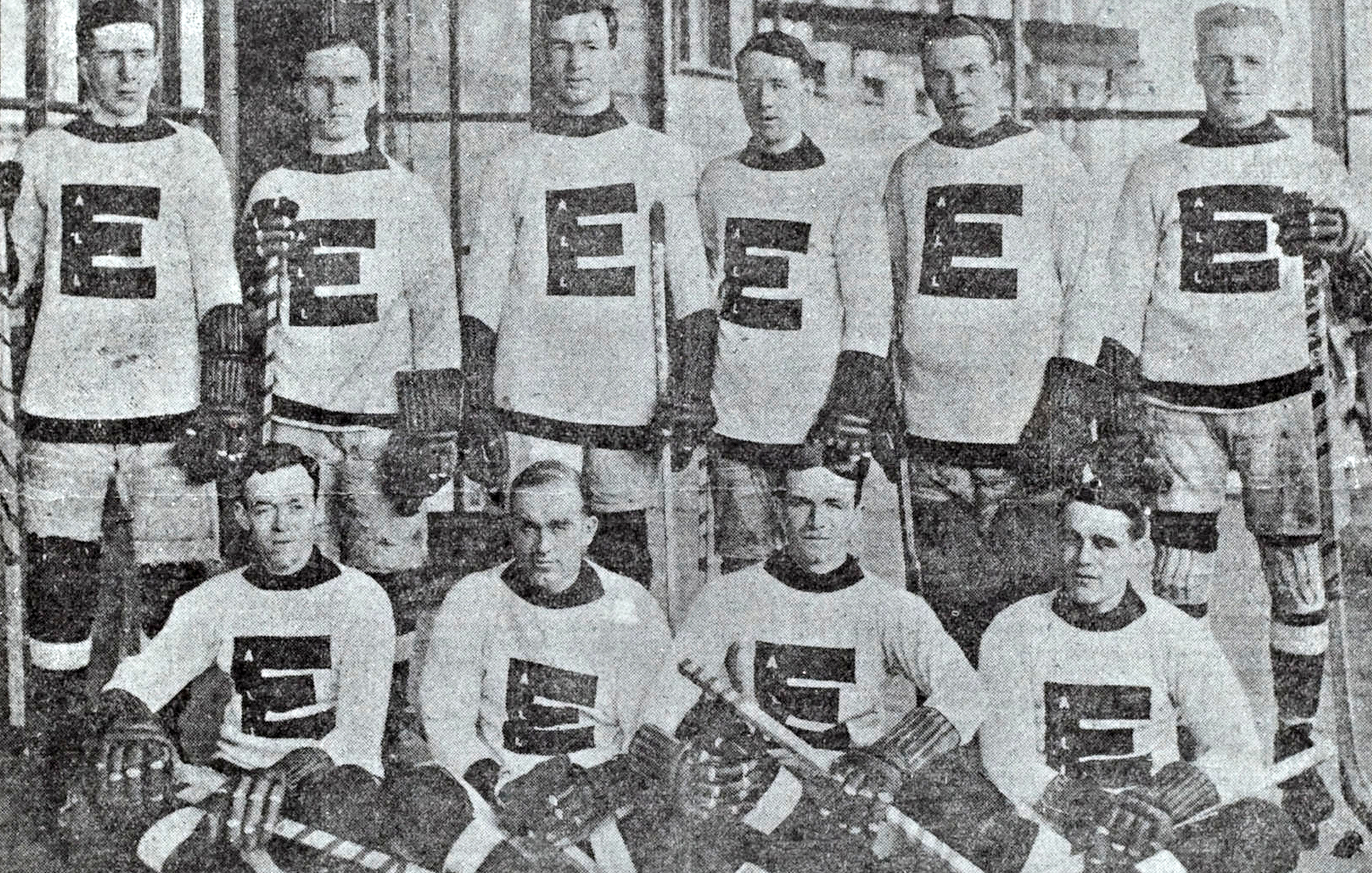
Eastern All Star Team 1912. Övre raden, från vänster: Sprague Cleghorn, Hamby Shore, Art Ross, Skene Ronan, Paddy Moran, Odie Cleghorn. Främre raden, från vänster: Jack McDonald, Fred "Cyclone" Taylor, Jack Darragh, Joe Malone.

Mellan den 2 och 6 april 1912 spelade Eastern All Stars, en hopsamling av de bästa spelarna i NHA under säsongen, tre matcher mot Western All Stars med de bästa spelarna från den konkurrerande västkustligan Pacific Coast Hockey Association. Easten All Stars bestod av Paddy Moran, Art Ross, Fred "Cyclone" Taylor, Skene Ronan, Joe Malone, Jack Darragh, Jack McDonald, Sprague Cleghorn, Odie Cleghorn och Hamby Shore. Western All Stars utgjordes i sin tur av Hughie Lehman, Frank Patrick, Ernie "Moose" Johnson, Newsy Lalonde, Tommy Dunderdale, Harry Hyland, Ran McDonald och Lester Patrick.
Western All Stars vann de två första matcherna med 10-4 och 8-2 medan Eastern All Stars segrade i den tredje matchen med 6-5. Tommy Dunderdale och Harry Hyland gjorde varsina sex mål för Western All Stars under de tre matcherna medan Art Ross och Jack Darragh gjorde fyra mår vardera för Eastern All Stars.

## Slutspel

### Stanley Cup
| Datum   | Vinnande lag    | Mål | Förlorande lag    | Mål |
| ------- | --------------- | --- | ----------------- | --- |
| 11 mars | Quebec Bulldogs | 9   | Moncton Victorias | 3   |
| 13 mars | Quebec Bulldogs | 8   | Moncton Victorias | 0   |